# Anne Hathaway
Anne Jacqueline Hathaway (Nova Iorque, 12 de novembro de 1982) é uma atriz norte-americana. Hathaway é uma renomada atriz ganhadora de vários prêmios, incluindo um Oscar, um Globo de Ouro e um Primetime Emmy, sendo conhecida na indústria por sua versatilidade na atuação, destacando-se tanto em papéis de comédia quanto em dramas, desde a década de 2000. Em 2009, Anne Hathaway foi listada como uma das 100 celebridades mais influentes do mundo pela revista Forbes.
Hathaway se formou na Millburn High School em Nova Jersey, onde se apresentou em várias peças. Quando adolescente, ela foi escalada para a série de televisão Get Real (1999-2000) e fez seu avanço interpretando o papel principal na comédia da Disney O Diário da Princesa (2001). Depois de estrelar uma série de filmes familiares, Hathaway fez uma transição para papéis adultos com os dramas de 2005 Havoc e O Segredo de Brokeback Mountain. A comédia-drama O Diabo Veste Prada (2006), no qual ela interpretou uma assistente de uma editora de revista de moda, foi seu maior sucesso comercial até aquele momento. Ela interpretou uma viciada em recuperação no drama Rachel Getting Married (2008), que lhe rendeu uma indicação ao Oscar de Melhor Atriz.
Hathaway estrelou vários filmes de sucesso comercial, incluindo a comédia Get Smart (2008), os romances Noivas em Guerra (2009), Valentine's Day (2010) e Love and Other Drugs (2010) e o filme de fantasia Alice no País das Maravilhas (2010). Em 2012, ela estrelou como Selina Kyle / Catwoman em seu filme de maior bilheteria, The Dark Knight Rises. Também naquele ano, ela interpretou Fantine, uma prostituta morrendo de tuberculose, no musical Os Miseráveis, pelo qual ganhou o Oscar de Melhor Atriz Coadjuvante. Desde então, ela interpretou uma cientista no filme de ficção científica Interstellar (2014), a proprietária de um site de moda on-line na comédia The Intern (2015), uma atriz arrogante no filme de assalto Ocean's 8 (2018), uma vigarista na comédia The Hustle (2019) e Rebekah Neumann na minissérie WeCrashed (2022).
Hathaway ganhou um Prêmio Primetime Emmy por seu papel de voz na sitcom Os Simpsons, cantou em trilhas sonoras, apareceu no palco e apresentou eventos. Ela apoia várias causas de caridade. Ela é membro do conselho da Lollipop Theatre Network, uma organização que traz filmes para crianças em hospitais e defende a igualdade de gênero como embaixadora da boa vontade da ONU Mulheres. Hathaway é casada com o ator e empresário Adam Shulman e tem dois filhos com ele.

## Início da vida e antecedentes
Anne Jacqueline "Annie" Hathaway nasceu em 12 de novembro de 1982, no bairro do Brooklyn, em Nova Iorque. Seu pai, Gerald, é advogado trabalhista, e sua mãe, Kate (nascida McCauley), é uma ex-atriz. O avô materno de Hathaway era a personalidade de rádio da WIP (AM) da Filadélfia, Joe McCauley. Sua mãe é de ascendência irlandesa, e seu pai tem ascendência irlandesa, francesa, inglesa e alemã. Hathaway recebeu o nome da esposa de Shakespeare. Ela é a segunda de três filhos, seguindo o irmão Michael e o irmão mais novo Thomas. Quando Hathaway tinha seis anos, a família mudou-se para Millburn, Nova Jérsia, onde ela foi criada.

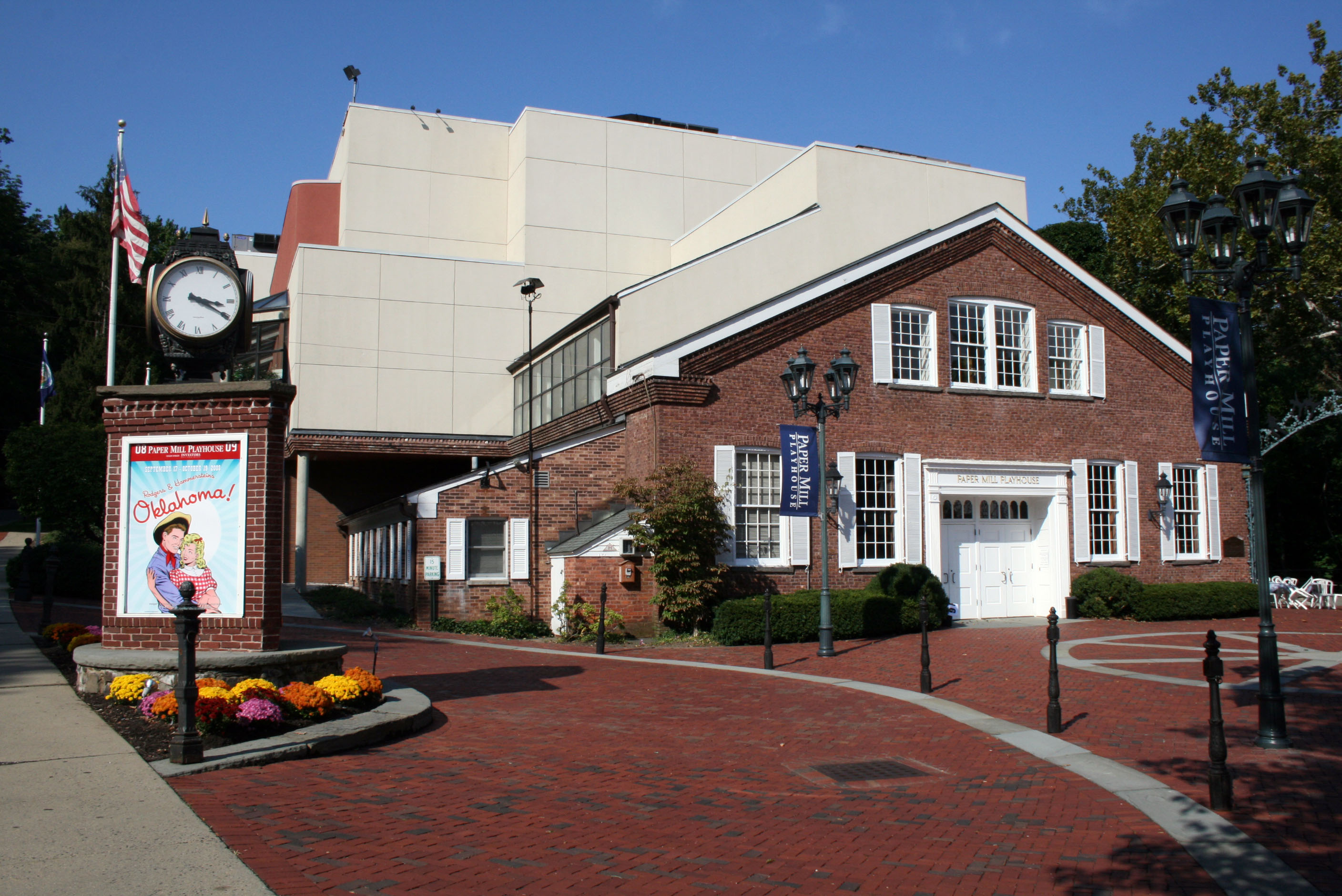
Paper Mill Playhouse, onde Hathaway apareceu em várias produções quando criança.

Aos oito anos, quando Hathaway assistiu sua mãe se apresentar na primeira turnê nacional de Les Misérables como Fantine, ela instantaneamente ficou fascinada com o palco, mas seus pais não estavam interessados em permitir que ela seguisse a carreira de atriz. Depois disso, Kate parou de atuar para criar Hathaway e seus irmãos. Hathaway foi criada como católica romana com o que ela considera "valores realmente fortes" e afirmou que desejava ser freira durante sua infância, mas atuar sempre foi uma alta prioridade para ela. Seu relacionamento com a Igreja Católica mudou aos 15 anos, depois de saber que seu irmão mais velho, Michael, era gay. Sua família deixou a igreja, convertendo-se ao episcopalismo por causa de sua aceitação da homossexualidade, mas acabaram por o abandonar também. Em 2009, Hathaway descreveu suas crenças religiosas como "um trabalho em andamento".
Hathaway frequentou a Escola Montessori Brooklyn Heights e a Escola Primária Wyoming em Millburn. Ela se formou na Millburn High School, onde jogou futebol e participou de muitas peças, incluindo Once Upon a Mattress, na qual interpretou Winnifred. Mais tarde, ela apareceu em outras peças como Jane Eyre e Gigi, no Paper Mill Playhouse de Nova Jérsei. Ela estudou na Academia Americana de Artes Dramáticas em 1993 e se tornou a primeira adolescente admitida no programa de atuação da Barrow Group Theater Company. Ela passou vários semestres estudando como especialização em inglês e especialização em ciências políticas no Vassar College em Poughkeepsie, Nova Iorque, antes de se transferir para a Gallatin School of Individualized Study da Universidade de Nova Iorque.
Entre 1998 e 1999, Hathaway cantou soprano com o All-Eastern U.S. High School Honors Chorus no Carnegie Hall e em peças na Seton Hall Preparatory School em West Orange, Nova Jérsei. No início de sua carreira cinematográfica, seu estilo de atuação e aparência foram comparados a Judy Garland—que ela cita como uma de suas atrizes favoritas—e Audrey Hepburn. Três dias após sua apresentação no Carnegie Hall, Hathaway foi escalada para a série de televisão de curta duração da Fox Get Real. Ela interpretou a adolescente Meghan Green ao lado de Jon Tenney, Debrah Farentino e Jesse Eisenberg. Hathaway sofria de depressão e ansiedade quando adolescente; ela disse em 2008 que desde então tinha ultrapassado isso. Ela perdeu seu primeiro semestre de faculdade para as filmagens de sua estreia cinematográfica O Diário da Princesa (2001). Ela diz que nunca se arrependeu de não terminar seu diploma, pois gostava de estar com outras pessoas que "estavam a tentar crescer".

## Carreira

### 2001–2004: Primeiros papeis e reconhecimento
A comédia O Diário da Princesa e o drama de aventura The Other Side of Heaven, ambos filmes da Disney de 2001, apresentaram Hathaway nos papéis principais. Baseado no romance de mesmo nome de Meg Cabot de 2000, o primeiro segue a adolescente Mia Thermopolis (Hathaway), que descobre que ela é a herdeira do trono do fictício Reino de Genovia. Hathaway fez o teste para o papel durante uma escala de voo a caminho da Nova Zelândia. Garry Marshall, diretor do filme, inicialmente considerou Liv Tyler para o papel, mas escolheu Hathaway depois que suas netas sugeriram que ela tinha o melhor cabelo de "princesa". O filme se tornou um grande sucesso comercial, arrecadando US$165 milhões em todo o mundo. Muitos críticos elogiaram o desempenho de Hathaway; um crítico da BBC observou que "Hathaway brilha no papel-título e gera grande química" e Elvis Mitchell, do The New York Times, a considerou "realeza em formação, um jovem talento cômico com uma variedade de papéis". Ela ganhou um Prêmio MTV Movie de Melhor Revelação pelo papel. Hathaway estrelou com Christopher Gorham em The Other Side of Heaven, de Mitch Davis. Inspirado pela autobiografia de John H. Groberg In the Eye of the Storm, o filme recebeu críticas principalmente negativas e foi um fracasso de bilheteria.
Em termos do papel de princesa, só se consegue interpretá-la durante um certo tempo como uma jovem senhora antes de se começar a sentir realmente ridícula. São tão divertidas de fazer que acho que é melhor aproveitar ao máximo enquanto posso. Então, vou-me embora e interpreto todos os toxicodependentes e as prostitutas, e todas as pessoas boas pelas quais ganhará Óscares um pouco mais tarde. Hathaway, 2004
Devido ao sucesso de O Diário da Princesa, a revista People nomeou Hathaway uma de suas estrelas inovadoras de 2001. Em fevereiro de 2002, Hathaway estrelou na produção de concertos da City Center Encores! de Carnival! em sua estreia nos palcos em Nova Iorque. Ela interpretou Lili, uma órfã otimista que se apaixona por um mágico. Antes de ensaiar com o elenco completo, Hathaway treinou com um treinador vocal por duas semanas. Ela memorizou quase todas as suas falas e músicas na primeira leitura. Os críticos geralmente a elogiaram por se manter contra atores bem conhecidos e a anunciaram como uma nova estrela. Em uma revisão positiva para o musical, Charles Isherwood, da Variety, chamou Hathaway de destaque do show e "notavelmente não afetada e vencedora", elogiando sua performance convincente. Ela ganhou um Prêmio Clarence Derwent de Mulher Mais Promissora. Mais tarde, Hathaway dublou o lançamento do audiolivro dos três primeiros livros dos romances de O Diário da Princesa.
Hathaway interpretou princesas e apareceu em filmes orientados para a família nos próximos três anos, tornando-se posteriormente conhecida na grande mídia como um modelo infantil. Depois de dar voz a Haru Yoshioka para a versão em inglês de O Reino dos Gatos (2002), ela estrelou a comédia dramática de Douglas McGrath, Nicholas Nickleby (2002), que se abriu para críticas positivas. No entanto, o filme não entrou em grande lançamento e falhou nas bilheterias da América do Norte, totalizando menos de US$4 milhões em vendas de ingressos. O filme de comédia romântica de fantasia Ella Enchanted (2004), no qual Hathaway interpretou a personagem titular, também teve um desempenho ruim nas bilheterias. Ela leu pela primeira vez o livro em que o filme é baseado quando tinha 16 anos, e afirmou que o roteiro estava originalmente muito mais próximo do livro, mas não funcionava como um filme e, portanto, prefere o filme do jeito que se tornou. O filme abriu para críticas principalmente mistas. Hathaway cantou três músicas na trilha sonora do filme, incluindo um dueto com o cantor Jesse McCartney.
Em 2003, Hathaway recusou o papel de Christine Daaé em O Fantasma da Ópera (2004) de Joel Schumacher, porque a programação de produção do filme se sobrepôs a The Princess Diaries 2: Royal Engagement (2004). Ela estava inicialmente hesitante e nervosa em estrelar a sequência, mas concordou depois que Marshall a convenceu de que ela não estava repetindo nada. O filme foi lançado em agosto de 2004 com críticas negativas, mas arrecadou US$95,1 milhões contra um orçamento de US$ 40 milhões.

### 2005–2008: Transição para papéis adultos e reconhecimento crítico
Em um artigo de 2008, Hathaway afirmou que "qualquer um que fosse um modelo para crianças precisa de um adiamento", mas observou que "é adorável pensar que meu público está crescendo comigo". Para evitar o typecasting, ela começou a assumir papéis adultos. Depois de substituir Tara Strong pelo papel de voz de Chapeuzinho Vermelho em Hoodwinked! (2005), ela estrelou o drama Havoc (2005) como uma socialite mimada, aparecendo nua em algumas de suas cenas. Embora o filme fosse tematicamente diferente de seus lançamentos anteriores, Hathaway negou que seu papel fosse uma tentativa de ser vista como uma atriz mais madura, citando sua crença de que fazer nudez em certos filmes é apenas uma parte do que sua forma escolhida de arte exige dela; por causa dessa crença, ela não considera que aparecer nua em filmes apropriados seja moralmente censurável. O filme não foi lançado nos cinemas dos Estados Unidos devido à recepção crítica desfavorável.
Hathaway estrelou ao lado de Heath Ledger e Jake Gyllenhaal no drama de Ang Lee Brokeback Mountain (2005). O filme retrata a relação emocional e sexual entre dois homens casados, Ennis (Ledger) e Jack (Gyllenhaal); ela interpretou a esposa de Jack, Lureen. Hathaway recebeu originalmente o roteiro com o papel de Alma, a esposa de Ennis, mas decidiu fazer o teste para Lureen assim que ela leu o roteiro. Durante sua audição, ela mentiu para Lee sobre seu conhecimento de andar a cavalo para que ele a lançasse, mas ela posteriormente teve aulas. O filme recebeu aclamação da crítica e várias indicações ao Oscar. Peter Travers, da Rolling Stone, acreditava que Hathaway "se destaca em mostrar a jornada de Lureen de gracinha a caso difícil", e Todd McCarthy, da Variety, escreveu que ela "fornece um contraste divertido na decepção da esposa". Hathaway afirmou mais tarde que o conteúdo do filme era mais importante do que sua contagem de prêmios, e que fazê-lo a tornou mais consciente do tipo de histórias que ela queria contar como atriz. Neste ponto, ela percebeu que queria desempenhar papéis para emocionar o público ou entretê-lo tanto que eles se esquecesse de suas próprias vidas.
Em 2006, Hathaway estrelou a comédia-drama de David Frankel, O Diabo Veste Prada, baseada no romance de mesmo nome de Lauren Weisberger. O filme a apresentou como uma graduada universitária que conseguiu um emprego como co-assistente da poderosa editora de revistas de moda Miranda Priestly (interpretada por Meryl Streep). Hathaway foi "a nona escolha" para o papel, citando isso mais tarde como uma inspiração para as pessoas nunca desistirem. Para se preparar para a parte, ela se voluntariou por algumas semanas como assistente em uma casa de leilões. Ela disse que trabalhar no filme a fez respeitar a indústria da moda muito mais do que antes, embora tenha admitido que seu estilo pessoal era algo que ela "ainda não consegue acertar". Ela e a co-estrela Emily Blunt ficaram com tanta fome em seu regime de perda de peso para o filme que as fez chorar. O Diabo Veste Prada recebeu críticas positivas; Roger Ebert chamou Hathaway de "uma grande beleza [...] que faz uma garota de carreira convincente" e Rotten Tomatoes encontrou "Streep na melhor forma e Anne Hathaway mais do que se manter". O filme se tornou seu maior sucesso comercial até aquele momento, arrecadando mais de US$326,5 milhões em todo o mundo.

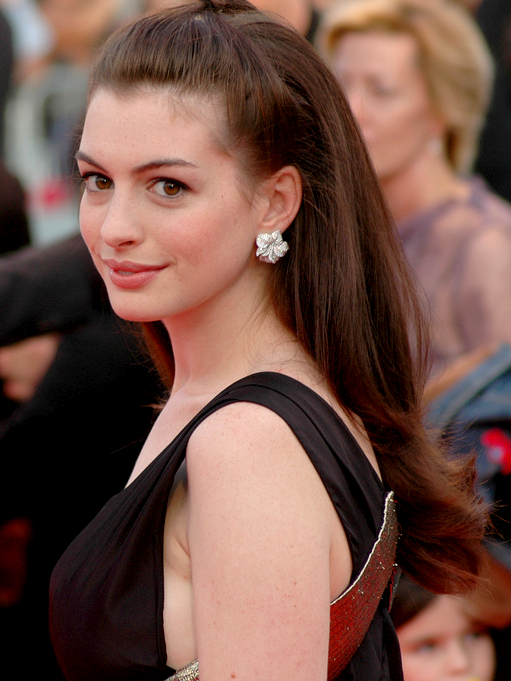
Hathaway no Deauville American Film Festival de 2007

Hathaway foi escalada para Knocked Up, mas desistiu antes do início das filmagens e foi substituída por Katherine Heigl. De acordo com o escritor-diretor Judd Apatow, isso aconteceu porque Hathaway estava desconfortável com o uso de imagens reais de uma mulher dando à luz; ela acreditava que não contribuiu para a história do filme. Seu único lançamento de 2007 foi o drama romântico biográfico Becoming Jane, como a autora inglesa Jane Austen. Fã de Austen desde os 14 anos, Hathaway se preparou para o papel relendo os livros de Austen e conduzindo pesquisas históricas, como ler as cartas da autora; ela também aprendeu língua de sinais, caligrafia, coreografia de dança e piano. Ela se mudou para a Inglaterra um mês antes das filmagens começarem a melhorar seu sotaque inglês. Ela recebeu uma indicação ao British Independent Film Award de Melhor Atriz pelo filme, embora alguns críticos tenham se concentrado negativamente em seu sotaque e desempenho.
Em outubro de 2008, Hathaway apresentou um episódio da comédia noturna da NBC Saturday Night Live. Ela também estrelou a adaptação cinematográfica de Peter Segal da série de televisão Get Smart de Mel Brooks, na qual ela interpretou a Agente 99. Considerando o papel como "um sonho de infância tornado realidade", Hathaway aprendeu artes marciais e técnicas de dança em preparação. Enquanto filmava uma sequência de ação, ela dividiu a carne de sua canela até o osso, o que a levou a receber 15 pontos. O filme, centrado em um analista que sonha em se tornar um verdadeiro agente de campo e um melhor espião, foi um sucesso financeiro. Seu lançamento seguinte, o thriller de mistério Passageiros ao lado de Patrick Wilson, foi um fracasso crítico e comercial. Hathaway então estrelou o drama de Jonathan Demme, Rachel Getting Married, como Kym, uma jovem que, depois de ser liberada da reabilitação de drogas, retorna para casa para o casamento de sua irmã. Ela descreveu sua personagem como "narcisista—retamente egoísta". Rachel Getting Married estreou nos Festivais Internacionais de Cinema de Toronto e Veneza de 2008, e Hathaway foi amplamente aclamada por sua atuação. Peter Travers a achou "crua e fascinante" no papel, acrescentando que ela "age do inferno, alcançando um estado de graça dolorosa". Ela recebeu indicações ao Oscar e ao Globo de Ouro de Melhor Atriz.

### 2009–2011: Comédias românticas e apresentando eventos
Hathaway estrelou Noivas em Guerra (2009), que ela descreveu como "terrívelmente comercial—gloriosamente assim". A comédia romântica, na qual ela e Kate Hudson interpretaram duas melhores amigas que se tornam rivais depois que seus casamentos estão agendados no mesmo dia, foi um fracasso crítico; foi nomeada entre os dez piores filmes de garotas da história pela Time em 2010. Apesar disso, o filme foi bem-sucedido financeiramente e rendeu a Hathaway um MTV Movie Award de Melhor Performance Feminina. Ela interpretou a heroína Viola em uma produção de verão de 2009 de Noite de Reis no Delacorte Theater, em Nova Iorque. Charles Isherwood opinou que Hathaway "mergulha suavemente e com prazer óbvio no abraço de um elenco coeso". Por sua interpretação do papel, ela ganhou uma indicação para o Drama Desk Award de Melhor Atriz em uma Peça. Em 2010, ela também ganhou um Primetime Emmy Award de Melhor Performance de Voz por fornecer sua voz para o episódio "Era Uma Vez em Springfield" em Os Simpsons. Hathaway dublou diferentes personagens em Family Guy em 2010 e 2011.
Em 2010, Hathaway apareceu como uma recepcionista que namora um funcionário (interpretado por Topher Grace) no conjunto de comédia romântica Valentine's Day, dirigido por Garry Marshall. O filme foi um sucesso comercial, arrecadando mais de US$215 milhões em todo o mundo contra um orçamento de US$ 52 milhões. Hathaway interpretou a Rainha Branca na adaptação de 2010 de Tim Burton dos romances de fantasia Alice no País das Maravilhas e Through the Looking-Glass ao lado de Helena Bonham Carter e Johnny Depp. Ela resumiu seu personagem com uma legenda em um ímã de Happy Bunny segurando uma faca; "Fofa, mas psicopata. As coisas se equilibram." Hathaway descreveu sua interpretação da Rainha Branca como "uma pacifista vegana punk-rock", inspirando-se em Debbie Harry e na obra de arte de Dan Flavin. Alice no País das Maravilhas recebeu críticas mistas dos críticos, que elogiaram o visual do filme, mas criticaram a falta de coerência narrativa. Comercialmente, arrecadou US$1 bilhão para se tornar o segundo filme de maior bilheteria de 2010.

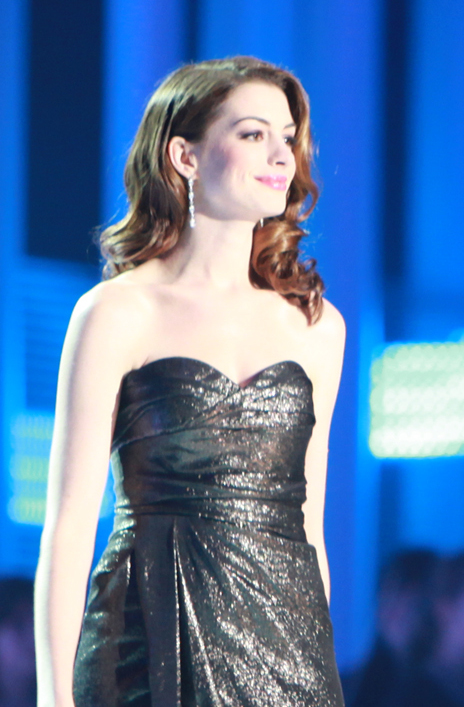
Hathaway no Concerto do Prêmio Nobel da Paz em 2010, que ela apresentou com o ator Denzel Washington

Hathaway se reuniu com Jake Gyllenhaal como uma artista de espírito livre com a doença de Parkinson no drama romântico erótico Love and Other Drugs de Edward Zwick, baseado no livro de não-ficção Hard Sell: The Evolution of a Viagra Salesman de Jamie Reidy. Para o papel, ela passou um tempo com um paciente de Parkinson para pesquisar a doença. Preparando-se para as cenas de nudez do filme, ela assistiu aos filmes de Kate Winslet e Penélope Cruz que, na visão de Hathaway, fizeram nudez com sensibilidade e dignidade. Ela acreditava que essas cenas não desencorajariam pessoas socialmente conservadoras de assistir ao filme. Os críticos geralmente elogiavam o romance adulto do filme, mas não estavam entusiasmados com seus elementos do enredo. A performance de Hathaway, que Ebert chamou de "quente, adorável", lhe rendeu um Satellite Award e uma indicação ao Globo de Ouro de Melhor Atriz - Comédia ou Musical. Juntamente com o ator Denzel Washington, Hathaway apresentou o Concerto do Prêmio Nobel da Paz em Oslo, Noruega, em dezembro de 2010. Dois meses depois, ela e James Franco sediaram o 83º Oscar. Os críticos não estavam entusiasmados com sua química, mas pensaram que Hathaway deu o seu melhor e fez um trabalho melhor do que Franco, que eles achavam que parecia desinteressado. No 63º Primetime Emmy Awards, ela ganhou uma indicação ao Melhor Especial de Variedades (Ao Vivo).
Em 2011, Hathaway dublou Jewel, uma ararinha-azul feminina do Rio de Janeiro, no filme de animação Rio, produzido pela 20th Century Fox e Blue Sky Studios. O filme recebeu críticas geralmente positivas dos críticos de cinema, que elogiaram os visuais, a dublagem e a música. Um sucesso comercial, arrecadou mais de US$484 milhões em todo o mundo contra um orçamento de US$90 milhões. Mais tarde, Hathaway estrelou ao lado de Jim Sturgess em Um Dia, de Lone Scherfig, baseado no romance de mesmo nome de David Nicholls em 2009. O filme conta a história de dois jovens que se encontram vinte anos depois de compartilharem uma noite juntos. Hathaway recebeu clandestinamente o roteiro, já que Um Dia foi ambientado no Reino Unido, e Scherfig não estava procurando nenhuma atriz americana para o papel. Depois de uma reunião não produtiva com Scherfig, Hathaway deixou uma lista de músicas para ela, que depois de ouvi-las, escolheu a atriz para o papel. Em uma entrevista a Peter Travers, Hathaway disse que poderia ter inadvertidamente encorajado a misoginia, pois não confiava em Scherfig como diretora, o que ela achava que era por causa de seu gênero. O sotaque de Yorkshire de Hathaway no filme foi considerado abaixo do par. A colunista Suzanne Moore, revisando o filme na Front Row da BBC Radio 4, disse que os sotaques de Hathaway estavam "em todas as lojas", acrescentando: "Às vezes ela é da Escócia, às vezes ela é de Nova Iorque, você simplesmente não pode dizer". O filme em si recebeu críticas polarizadas dos críticos, mas se tornou um sucesso de bilheteria moderado.

### 2012–2014:Les Misérablese filmes com Christopher Nolan
Em 2012, a gravação do audiolivro de Hathaway do romance de 1900 de L. Frank Baum, The Wonderful Wizard of Oz, foi lançado no Audible.com e ganhou uma indicação para um Audie Award de Melhor Narração Solo - Feminino. Mais tarde, em 2012, ela interpretou a gata assaltante astosamente e moralmente ambígua Selina Kyle/Mulher-Gato em The Dark Knight Rises, a última parte de Christopher Nolan na trilogia The Dark Knight. Hathaway fez o teste sem saber para qual papel ela estava sendo considerada, admitindo que tinha uma personagem em mente, mas só aprendeu seu papel depois de conversar com Nolan por uma hora. Ela o descreveu como o papel fisicamente mais exigente que já desempenhou, pois teve que redobrar seus esforços na academia para acompanhar os requisitos do papel. Ela treinou extensivamente em artes marciais e olhou para Hedy Lamarr no desenvolvimento de seu papel como Mulher-Gato. The Dark Knight Rises recebeu uma resposta crítica positiva e arrecadou mais de US$1,085 bilhão em todo o mundo, tornando-se o terceiro filme de maior bilheteria de 2012. Jim Vejvoda, da IGN, escreveu sobre sua "presença magnética", acrescentando: "Hathaway imbue sua [personagem] com um espírito ferido e uma borda de sobrevivente que a faz se sentir genuína e simpática". Ela ganhou o Saturn Award de Melhor Atriz Coadjuvante por sua atuação.
Hathaway interpretou Fantine, uma prostituta morrendo de tuberculose, em Les Misérables, de Tom Hooper, uma adaptação cinematográfica do musical de mesmo nome. Imagens da atriz cantando "I Dreamed a Dream", uma música do filme, foram exibidas na CinemaCon em abril de 2012; Hooper descreveu seu canto como "cru" e "real". Em preparação para o papel, Hathaway consumiu menos de 500 calorias por dia para perder 25 libras (11 kg), pesquisou a prostituição e cortou o cabelo. Para entrar no espaço mental de sua personagem sozinha durante as filmagens em Londres, ela enviou seu marido de volta aos Estados Unidos; isso resultou em ela se tornar cada vez mais temperamental. Christopher Orr, do The Atlantic, escreveu que "Hathaway dá tudo o que tem, começando com tristeza tranquila antes de chegar a um clímax: ela suspira, chora, tosse". Ann Hornaday, do The Washington Post, afirmou que "a peça central de um filme composto inteiramente de peças centrais pertence a Anne Hathaway, que, como a trágica heroína Fantine, canta outro dos números memoráveis". Ela ganhou o Oscar, Globo de Ouro, Screen Actors Guild e BAFTA de Melhor Atriz Coadjuvante. Perguntada se ela estava satisfeita com seu desempenho no filme, Hathaway expressou dúvidas, respondendo com "Eh". Em janeiro de 2013, a versão de Hathaway de "I Dreamed a Dream" alcançou o número 69 na Billboard Hot 100.

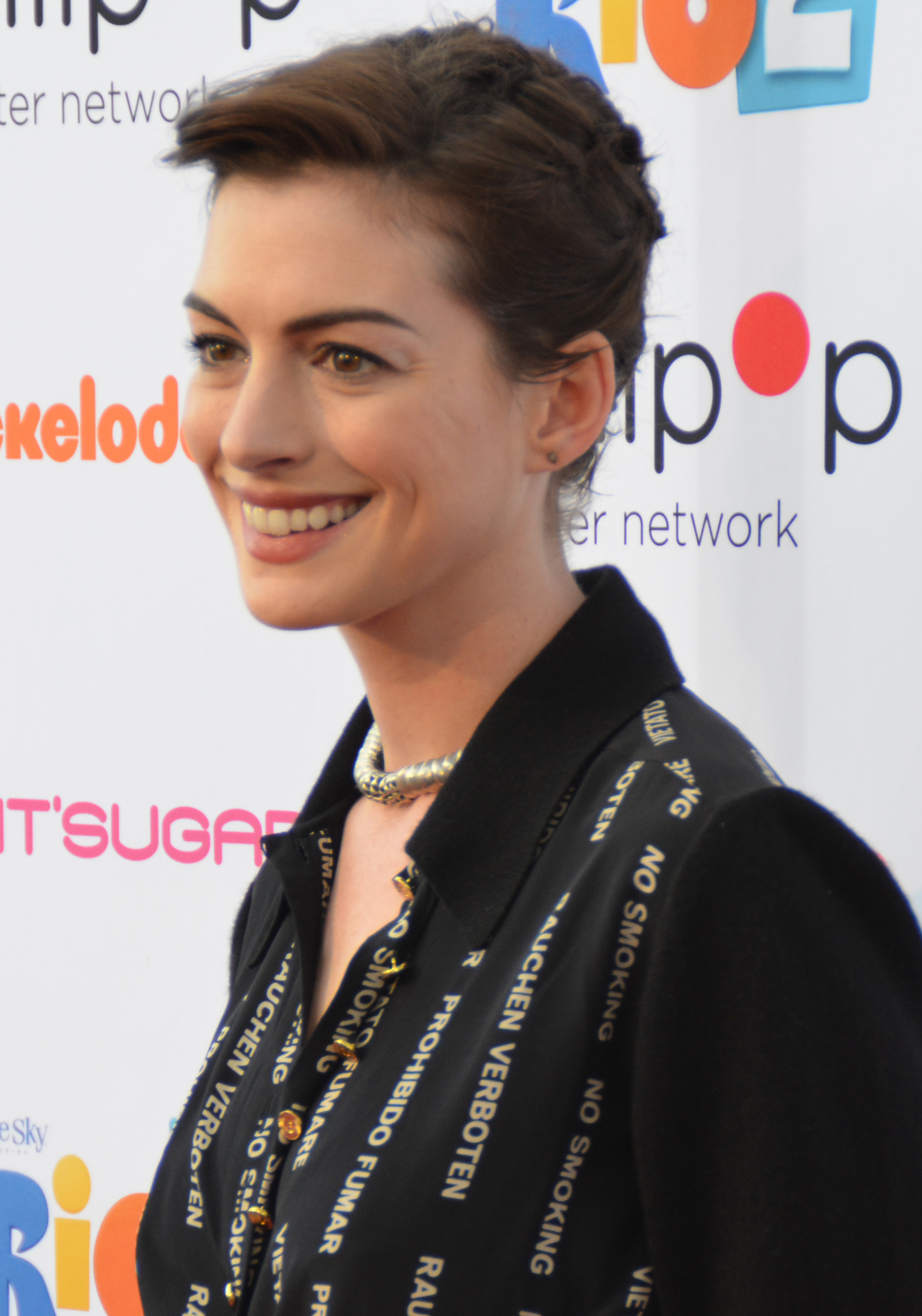
Hathaway em uma exibição de Rio 2 em 2014

Depois de aparecer brevemente na comédia romântica Don Jon (2013), Hathaway estrelou e co-produziu (com seu marido e outros) Song One. No filme de drama, ela interpretou uma estudante de antropologia que volta para casa para ver seu irmão ferido, Henry (interpretado por Ben Rosenfield), e logo começa um relacionamento romântico com seu músico favorito, James Forester (interpretado por Johnny Flynn). Sua personagem foi originalmente escrita aos 19 anos, mas Kate Barker-Froyland, escritora e diretora do filme, mudou a parte para a de uma mulher mais velha depois de escolher Hathaway. A atriz disse que a razão pela qual ela decidiu produzir o filme foi por causa de sua representação do poder curativo da música e das segundas chances. Para a trilha sonora do filme, ela forneceu sua voz para a música "Afraid of Heights". Song One estreou na Competição Dramática dos EUA no 30º Festival de Cinema de Sundance em janeiro de 2014, e lançado nos cinemas no ano seguinte para críticas mistas dos críticos. Comercialmente, o filme não conseguiu recuperar seu investimento de US$6 milhões.
Hathaway reprisou seu papel como Jewel no filme de animação Rio 2—seu terceiro filme com Jamie Foxx—que foi lançado em 2014. Ele arrecadou cerca de cinco vezes mais do que seu orçamento de US$103 milhões. Seu único lançamento live-action de 2014 foi o filme épico de ficção científica Interstellar de Christopher Nolan. Situado em um futuro distópico onde a humanidade está lutando para sobreviver, o filme segue um grupo de astronautas que viajam por um buraco de minhoca em busca de um novo lar para a humanidade. Hathaway interpretou a Dr. Amelia Brand, uma cientista da NASA entre os astronautas. Com um orçamento de US$165 milhões, a produção de alto perfil, co-estrelada por Matthew McConaughey e Jessica Chastain, foi filmada principalmente usando câmeras IMAX. Hathaway foi atraída pelo crescimento de sua personagem de uma pessoa arrogante para uma pessoa mais humilde. Ela quase teve hipotermia enquanto filmava uma cena de água na Islândia, porque o terno seco que ela estava usando não havia sido devidamente protegido. Os revisores do The Independent e do Empire, respectivamente, descobriram que ela estava "comovente" em seu papel como cientista incapaz de decidir entre suas responsabilidades profissionais e seus sentimentos, e a creditaram por desempenhar o papel com "nuances de alma". Interstellar arrecadou mais de US$701 milhões em todo o mundo, e rendeu a Hathaway uma indicação ao Saturn Award de Melhor Atriz.

### 2015–2021: Papeis de comédia e flutuações de carreira
Hathaway começou 2015 com uma aparição na primeira temporada do reality show musical Lip Sync Battle. No episódio, ela competiu contra sua co-estrela de O Diabo Veste Prada, Emily Blunt; ela sincronizou "Love" de Mary J. Blige e "Wrecking Ball" de Miley Cyrus. The Intern, de Nancy Meyers, foi o único lançamento do filme de Hathaway em 2015. Conta a história de Ben Whittaker (interpretado por Robert De Niro), um viúvo de 70 anos que se torna estagiário sênior em um site de moda on-line administrado por Jules Ostin (Hathaway). Ela aspirava a trabalhar com De Niro e Meyers, seu ator e diretor favoritos, respectivamente; impressionada com a história do filme, ela fez o teste pela terceira vez para um filme de Meyers. As críticas do filme foram geralmente positivas; uma no site de Roger Ebert a achou "extremamente atraente" e um revisor da revista New York escreveu: "The Intern sai com a simpatia de De Niro e a doce energia de Hathaway". O filme arrecadou US$194 milhões em todo o mundo contra um orçamento de US$35 milhões. O filme de terror de 2015 Be My Cat: A Film for Anne, sobre um aspirante a cineasta romeno que vai a extremos chocantes para convencer Hathaway a estrelar seu filme, foi oficialmente selecionado e teve sua estreia norte-americana no Festival de Cinema de Nashville de 2016.

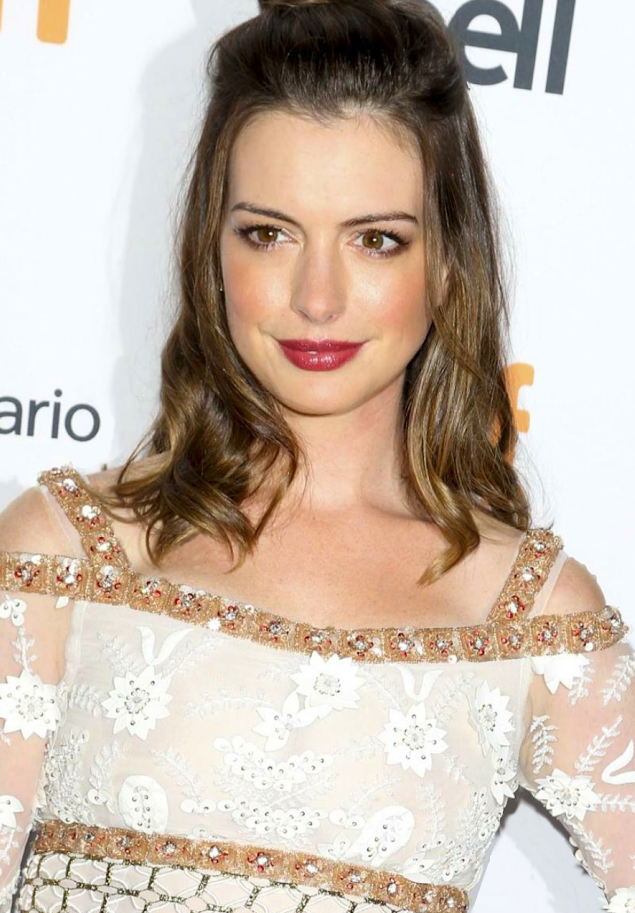
Hathaway no Festival Internacional de Cinema de Toronto de 2016

Hathaway reprisou o papel da Rainha Branca em Alice Through the Looking Glass, a sequência de 2016 de Alice no País das Maravilhas. Em março, foi relatado que ela reprisaria seu papel em O Diário da Princesa 3; o projeto foi arquivado após a morte de Garry Marshall, que estava pronto para dirigir o filme. Hathaway é uma dos vários atores apresentados no álbum Encore: Movie Partners Sing Broadway de 2016 de Barbra Streisand. Juntamente com Daisy Ridley, Hathaway e Streisand cantaram a música "At The Ballet" de A Chorus Line; ela desempenhou o papel de Maggie, uma de um trio de dançarinos que esperava ser escalada para um próximo show. Seu último filme naquele ano foi ao lado de Jason Sudeikis na comédia negra de ficção científica de Nacho Vigalondo Colossal (2016). Interpretando uma jovem escritora desempregada, Hathaway foi a primeira atriz a assinar em um momento em que o projeto não tinha apoio financeiro. Ela foi atraída pela natureza de salto de gênero do roteiro, comparando-o mais tarde com Being John Malkovich (1999), um de seus filmes favoritos. O filme recebeu críticas positivas dos críticos, mas ganhou apenas US$4 milhões nas bilheterias.
Depois de uma ausência de dois anos da tela, Hathaway estrelou como uma atriz famosa no spin-off feminino da franquia Ocean's Eleven, Ocean's 8, dirigido por Gary Ross. Co-estrelado por Sandra Bullock e Cate Blanchett, o filme segue um grupo de criminosas que planejam roubar o Met Gala. Hathaway achou divertido interpretar alguém com um ego imenso e viu o papel como uma oportunidade "de se inclinar para todas as bobagens ridículas de fama que tenho tentado evitar por todos esses anos". Ela esperava que o filme fosse lucrativo para que pudesse desmascarar alegações de que os filmes dirigidos por mulheres não são bem-sucedidos comercialmente. Os críticos sentiram que Hathaway "roubou o show"; Jason Di Rosso, da ABC Online, acrescentou: "Os melhores momentos do filme pertencem a Hathaway como a estrela ansiosa, vaidosa e caprichosa. Ela é a única combinação bem-sucedida de comédia e páthos—uma vítima da esteira de celebridades que também é capaz de superá-la." Ocean's 8 foi um sucesso de bilheteria, arrecadando mais de US$297 milhões em todo o mundo contra um orçamento de US$70 milhões.
Os dois primeiros filmes de Hathaway de 2019—o thriller Serenity e a comédia The Hustle—foram mal recebidos pelos críticos. No primeiro, ela estrelou ao lado de seu protagonista em Interstellar Matthew McConaughey como uma mulher que encarrega seu ex-marido de matar seu novo marido abusivo, um papel para o qual ela pintou o cabelo de loiro. The Washington Post rejeitou sua performance como "desenho animado", acrescentando que sua personagem mulher fatal era uma reminiscência de "uma espécie de live-action Jessica Rabbit". O último filme foi um remake do filme de 1988 Dirty Rotten Scoundrels, co-estrelado por Rebel Wilson, que surgiu como um sleeper hit. Hathaway então interpretou uma mulher com transtorno bipolar em um episódio da série de antologia romântica da Amazon Prime Video Modern Love. Ela então interpretou a esposa do personagem de Mark Ruffalo no drama legal de Todd Haynes, Dark Waters, sobre envenenamento ambiental cometido pela empresa química DuPont. Escrevendo para a Variety, Owen Gleiberman chamou sua performance de apoio de "uma dança penetrante de agonia e lealdade".
Hathaway começou a nova década com o thriller político The Last Thing He Wanted (2020), baseado no livro de mesmo nome de Joan Didion. Ela se considerava uma escolha improvável para o papel de uma jornalista teimosa, pois diferia de sua própria personalidade tímida.  Recebeu críticas negativas dos críticos. Ela então estrelou The Witches, uma adaptação do romance de mesmo nome do diretor Robert Zemeckis, no qual ela interpretou uma bruxa má. O filme recebeu críticas mistas dos críticos, que o consideraram inferior à adaptação de 1990. As performances de Hathaway em ambos os filmes também foram fortemente criticadas; ela foi nomeada para o prêmio "Pior Atriz" para ambos os filmes no 41º Golden Raspberry Awards. Em 2021, ela estrelou o filme de assalto Locked Down, dirigido por Doug Liman, que estreou na HBO Max. Situado durante a pandemia de COVID-19, co-estrelou Chiwetel Ejiofor. O filme foi filmado ao longo de 18 dias com recursos limitados. Ela então assumiu um papel em um episódio da série de antologia da Amazon Prime Video Solos.

### 2022–presente: Ressurgimento crítico
Hathaway estrelou ao lado de Jared Leto na minissérie da Apple TV+ WeCrashed, sobre a empresa WeWork. Ela também foi produtora executiva da série. Recebeu críticas favoráveis, com elogios particulares pelo retrato de Hathaway de Rebekah Neumann. Angie Han, do The Hollywood Reporter, a elogiou por resistir "a tentação de transformar Rebekah em uma caricatura exagerada de um tipo woo-woo intitulado, o que, em última análise, só torna Rebekah mais engraçada". Hathaway estrelou o drama semi-autobiográfico de James Gray, Armageddon Time, retratando uma personagem inspirada na mãe de Gray. O filme estreou no Festival de Cinema de Cannes de 2022. David Rooney, do The Hollywood Reporter, considerou seu melhor desempenho desde Rachel Getting Married, enquanto Owen Gleiberman, da Variety, elogiou Hathaway por tornar sua personagem "ao mesmo tempo afetuosa e cega".

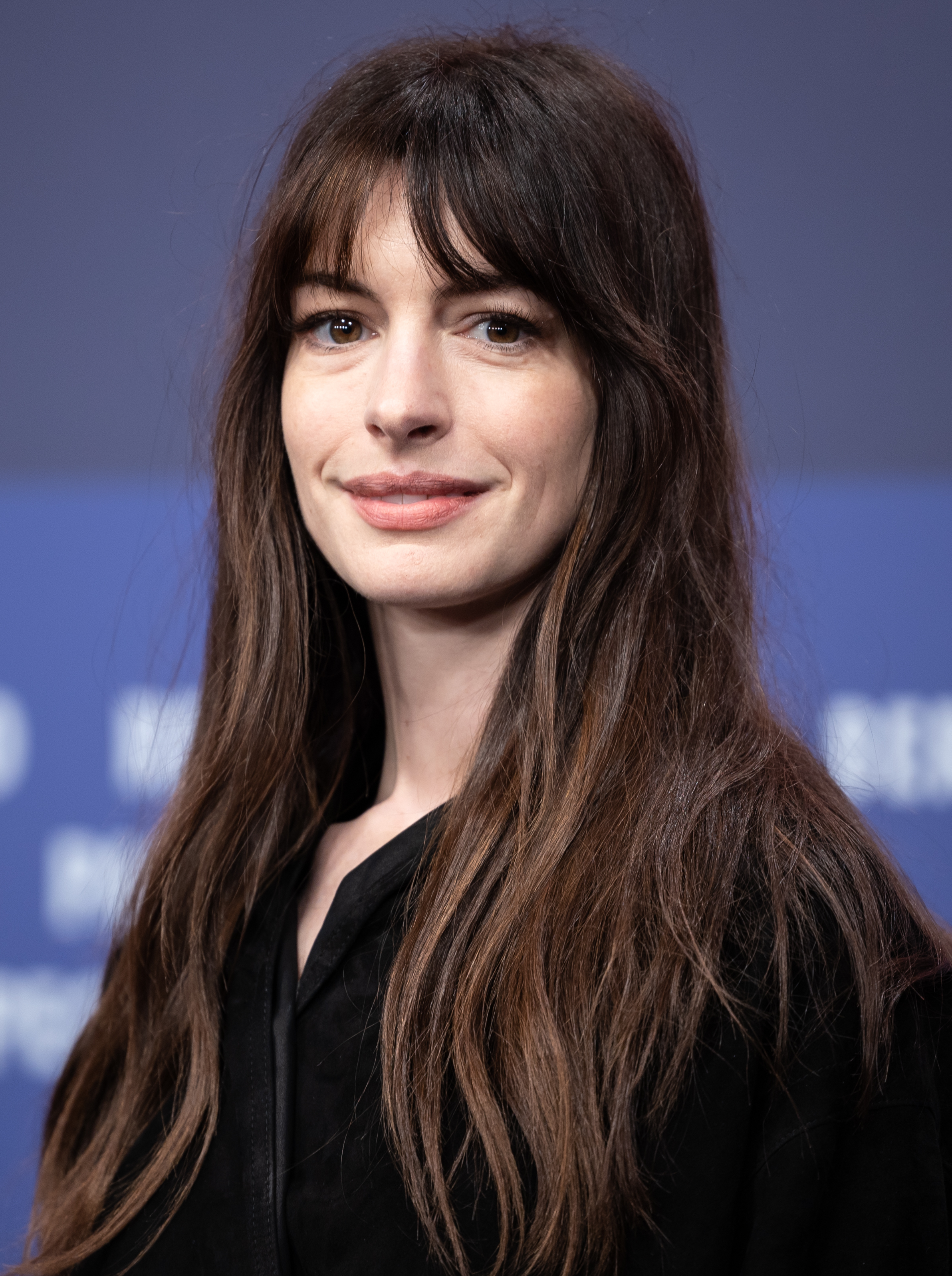
Hathaway em 2023 no Festival Internacional de Cinema de Berlim

O Festival de Cinema de Sundance de 2023 marcou o lançamento de Eileen, um thriller baseado no romance homônimo de Ottessa Moshfegh, estrelado por Hathaway e Thomasin McKenzie. Hathaway foi escalada como uma psicóloga criminal glamorosa e descreveu o projeto como "Carol conhece Reservoir Dogs". Chamando o filme de "folie à deux perverso", Ryan Lattanzio do IndieWire acredita que "Hathaway nunca esteve melhor em um papel que parece [...] feito sob medida para ela". No Festival Internacional de Cinema de Berlim daquele ano, foi lançada a comédia romântica de Rebecca Miller She Came to Me, na qual Hathaway teve um papel coadjuvante.
O primeiro lançamento de Hathaway em 2024 foi como uma mãe enlutada lidando com a perda de seu filho no thriller Mothers' Instinct , um remake do filme belga de 2018, onde co-estrelou com Jessica Chastain . Hathaway criou uma "camada protetora" entre ela e sua personagem, solicitando que o elenco e os membros da equipe se referissem a ela pelo nome de sua personagem, pois ela considerava a perda de um filho seu "pior medo" . Escrevendo para o The Guardian, Peter Bradshaw disse que sua atuação foi ofuscada pela de Chastain . Em seguida, ela protagonizou a comédia romântica The Idea of You, baseada no romance de mesmo nome de Robinne Lee, interpretando uma mãe divorciada que começa um romance com uma estrela pop mais jovem . A comentarista Alissa Wilkinson do The New York Times acredita que o filme "tem sucesso principalmente por causa da atuação de Hathaway", e elogiou sua química com o colega de elenco Nicholas Galitzine . 
Hathaway estrelará ao lado de Michaela Coel em Mother Mary, de David Lowery, e protagonizará o filme de ficção científica Flowervale Street, de David Robert Mitchell . 

## Imagem pública

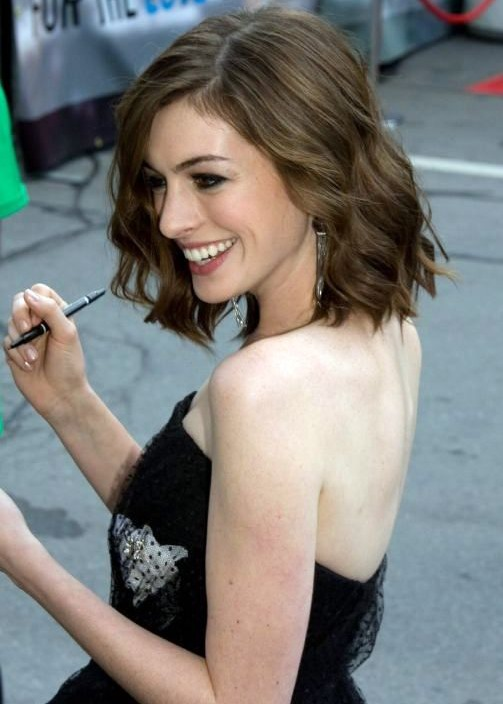
Hathaway assinando autógrafos para fãs no Festival Internacional de Cinema de Toronto de 2008

Descrevendo a personalidade fora da tela de Hathaway, John Hiscock, do The Daily Telegraph, escreveu em 2014 que ela é uma  "jovem mulher sensata e simpática, com um bom sentido de humor, um sorriso rasgado e uma atitude tranquila".  Ele opinou que, apesar do sucesso considerável, ela nunca "foi para Hollywood", ficando perto de seus amigos. Os autores do livro 365 Style notaram a imagem da garota ao lado de Hathaway, e sua diretora do The Intern, Nancy Meyers, diz que ela é "sábia para a sua idade". A jornalista Laura Brown a achou uma mulher "sincera", "calorosa e engraçada". Após seus discursos de aceitação de prêmios para Les Misérables, The Atlantic observou que vários comentaristas da mídia a acusaram de ser "irritante" e fazer piadas "estranhas". Discutindo isso, Hathaway disse em 2014 que se sentia ansiosa ao falar em público, mas desde então cresceu a partir disso e se tornou uma pessoa mais compassiva. Em relação à sua imagem percebida, ela diz: "As pessoas têm essa ideia de mim como sendo apenas uma garota muito formal e profissional, o que eu suponho que sou, mas eu me solto e me divirto na minha vida".
Observando sobre sua apresentação em Twelfth Night, Charles Isherwood escreveu: "na tela ou no palco, a Sra. Hathaway possui o brilho inconfundível de uma estrela natural". Um escritor da Esquire acredita que muitas de suas boas performances foram negligenciadas, descrevendo sua carreira como "brilho sutil que passou em grande parte despercebido". Discutindo sua carreira em 2015, Hathaway disse que depois de seu avanço em O Diário da Princesa, ela lutou para encontrar papéis sérios ou aqueles que não eram sobre princesas. De acordo com Judi Gugliemli, da People, Hathaway usou esse medo de ser esterotipada como motivação para construir um corpo versátil de trabalho. Gugliemli acreditava que sua capacidade de pesquisar extensivamente seus papéis é a chave para seu sucesso. Um escritor do The Daily Telegraph elogiou sua vontade de aparecer em diferentes gêneros, desde comédias de ação até dramas. Hathaway aspira a aparecer em muitos filmes diferentes, trabalhar com diferentes diretores e desempenhar papéis diversos. Ela disse que ficaria "perdida" sem atuar e se sente sortuda por tê-lo encontrada como sua profissão. Uma atriz de teatro treinada, ela prefere se apresentar no palco a papéis de cinema e afirma estar com medo de atuar frente às câmaras. "Eu sempre assumo que cada filme é o meu último, e sempre assumo que tenho que sair e convencer a todos por que eles têm que me contratar. Eu ainda faço audições", disse ela.
A Forbes informou que Hathaway foi uma das atrizes mais bem pagas do mundo em 2015, e desde 2017, ela está entre as atrizes de maior bilheteria do século XXI. Em 2009, ela foi incluída na lista anual Celebrity 100 da Forbes com ganhos de US$7 milhões, e foi convidada a se juntar à Academia de Artes e Ciências Cinematográficas. Em julho de 2018, seus filmes arrecadaram US$ 6,7 bilhões em todo o mundo. Perfilada entre as principais atrizes do mundo pela Vanity Fair, Hathaway, de acordo com Catherine Elsworth do The Daily Telegraph, é perseguida tanto por diretores quanto por empresas de cosméticos. Em janeiro de 2008, ela se juntou à casa francesa de perfumes e cosméticos de luxo Lancôme como o rosto de sua fragrância "Magnifique". Em 2011, ela se tornou o novo rosto da empresa italiana Tod's.
A beleza e o sex appeal de Hathaway foram captados por vários meios de comunicação; FHM, People, Maxim, Empire e Entertainment Weekly a incluíram em suas listas anuais das mulheres mais sexy. Em 2011, a Los Angeles Times Magazine a listou como uma das 50 mulheres mais bonitas do cinema. Elsworth a chamou em 2008 de "a jovem atriz mais quente de Hollywood". Hathaway discordou, insistindo que ela tem uma imagem de "boa garota" e nenhum apelo sexual. Ela se recusou a se submeter a tratamento com Botox, dizendo que está confortável em sua própria pele.

## Ativismo

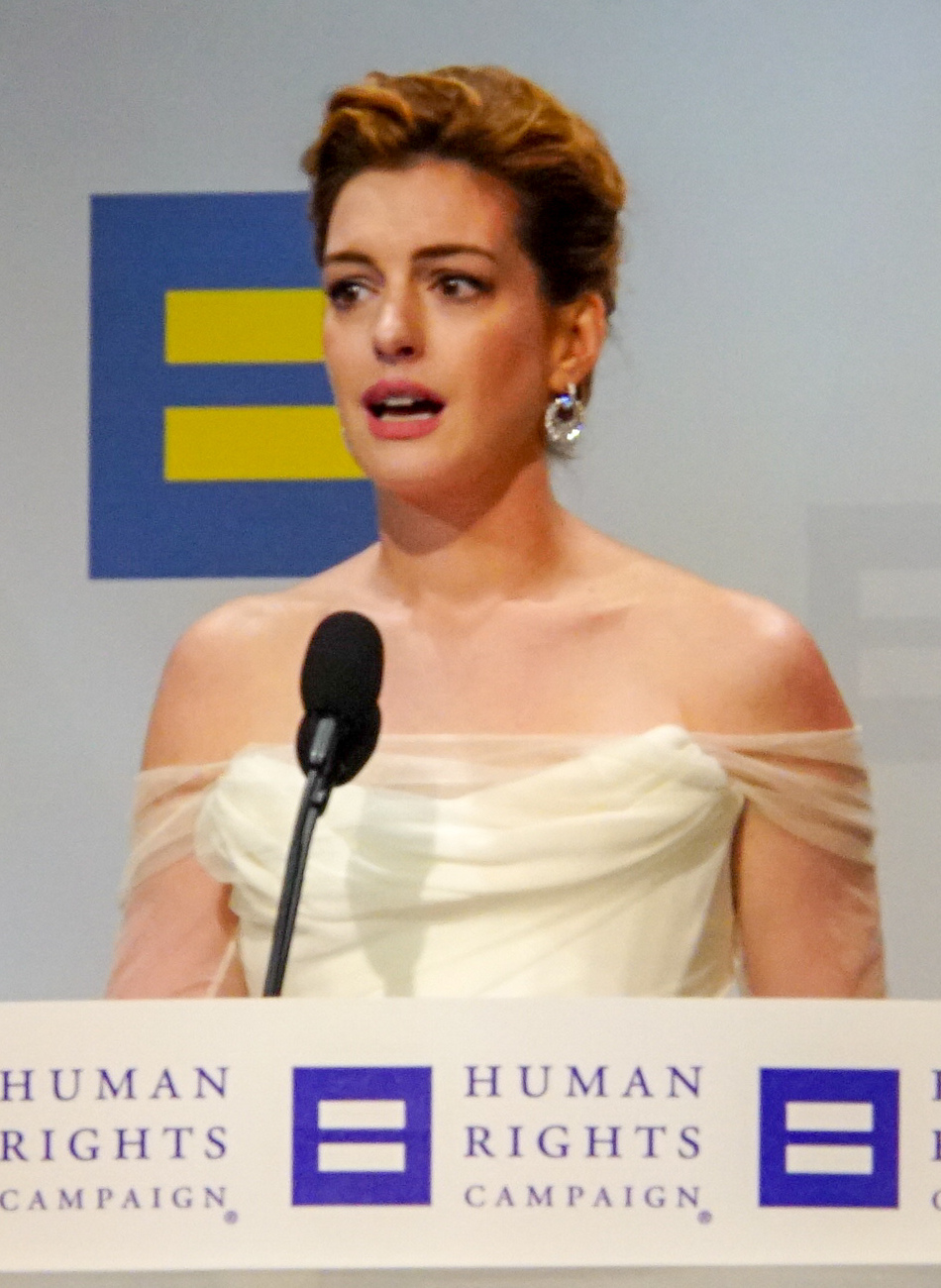
Hathaway no jantar da Human Rights Campaign de 2018 em Washington, D.C.

Hathaway serviu como defensora de longo prazo da Fundação Nike para aumentar a conscientização contra o casamento infantil. Em julho de 2006, ela passou uma semana na Nicarágua para ajudar a vacinar crianças contra a hepatite A. Ela também viajou para outros países para respeitar os direitos de mulheres e meninas, incluindo Quênia e Etiópia. Em 2008, ela foi homenageada no tributo "Women in Hollywood" da revista Elle e ganhou um prêmio da Campanha de Direitos Humanos por sua filantropia; ela também foi homenageada por seu trabalho com a Step Up Women's Network em 2008. Ela então se uniu em 2010 com o Banco Mundial em um programa de desenvolvimento de dois anos The Girl Effect, cuja missão se concentra em ajudar a capacitar meninas em países em desenvolvimento e desenvolvidos, onde um terço das mulheres jovens não estão empregadas e não estão na escola. Em 2013, ela forneceu a narração para Girl Rising, um documentário da CNN, que se concentrou no poder da educação feminina enquanto seguia sete meninas ao redor do mundo que buscavam superar obstáculos e seguir seus sonhos.
Hathaway atua no conselho da Lollipop Theatre Network e está envolvida com as instituições de caridade Creative Coalition, St. Jude Children's Research Hospital e a Campanha de Direitos Humanos. Em 2016, Hathaway foi nomeada Embaixadora da Boa Vontade da ONU Mulheres com base em sua defesa da igualdade de gênero. No ano seguinte, ela falou no Dia Internacional da Mulher em favor da licença parental remunerada para homens e mulheres. Para promover uma maior conscientização sobre o sexismo sistêmico na indústria do entretenimento, Hathaway defendeu maiores oportunidades profissionais para as mulheres e criticou Hollywood como não sendo um lugar de igualdade. Em 2018, ela colaborou com 300 mulheres em Hollywood para criar a iniciativa Time's Up para proteger as mulheres contra assédio e discriminação.

## Vida pessoal

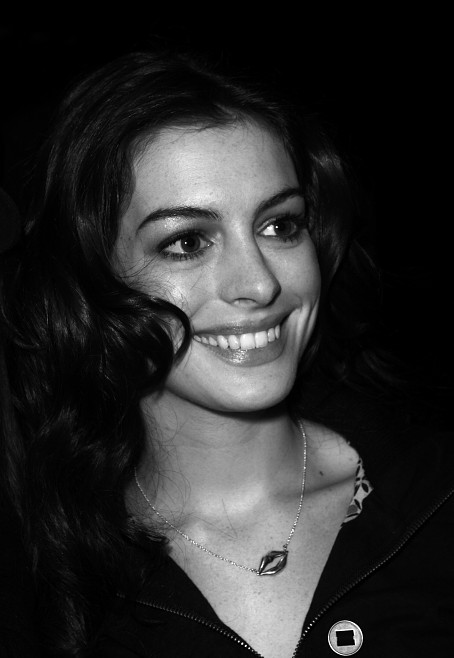
Hathaway na Mercedes-Benz Fashion Week em 2008

Em 2004, Hathaway começou um relacionamento romântico com o desenvolvedor imobiliário italiano Raffaello Follieri. A fundação da Follieri, com sede em Manhattan, concentrou-se em esforços como o fornecimento de vacinas para crianças em países pobres. Em junho de 2008, foi investigado pela Receita Federal por não apresentar os formulários de informações sem fins lucrativos necessários. Em junho de 2008, Follieri foi preso sob a acusação de defraudar investidores de milhões de dólares em um esquema no qual ele se apresentou como agente imobiliário do Vaticano. Foi relatado que o FBI confiscou os diários privados de Hathaway do apartamento de Follieri em Nova Iorque como parte de sua investigação em andamento sobre as atividades de Follieri. Hathaway não foi acusada de nenhum crime. Em outubro de 2008, depois de se declarar culpado anteriormente, Follieri foi condenado a quatro anos e meio de prisão.
No início de 2007, Hathaway falou de suas experiências com depressão durante a adolescência, dizendo que ela acabou por ultrapassar o transtorno sem medicação. Em 2008, ela começou a fumar após um verão estressante e o fim de seu relacionamento com Follieri. Ela creditou a cessação do tabagismo pelo subsequente declínio em seu nível de estresse e voltou a ser vegetariana. Hathaway se tornou vegana no início de 2012, mas ela deixou de ser em 2014.
Hathaway se casou com o ator e empresário Adam Shulman em 29 de setembro de 2012, em Big Sur, Califórnia, em uma cerimônia judaica tradicional. Ela deu à luz seu primeiro filho, Jonathan, em março de 2016. Naquele ano, Hathaway comprou um apartamento no valor de US$2,55 milhões no bairro Upper West Side de Manhattan, onde mora com Shulman e seu filho. Hathaway e Shulman venderam sua foto de casamento e doaram seus lucros para o grupo de defesa do casamento entre pessoas do mesmo sexo Freedom to Marry. Eles também organizaram o Partido Nacional de Engajamento da Freedom to Marry, um evento que arrecadou US$500.000. Em julho de 2019, Hathaway anunciou que estavam esperando seu segundo filho juntos e se abriu sobre suas lutas com a concepção e a infertilidade. Seu segundo filho, Jack, nasceu em novembro de 2019.

### Política
Hathaway apoia movimentos pelos direitos ao aborto, controle de armas e direitos dos imigrantes. Ela criticou o ex-presidente Donald Trump pelas políticas anti-imigração do seu governo. Hathaway também apoia os direitos LGBT e doou dinheiro para organizações que apóiam a legalização de casamento do mesmo sexo. Ela se manifestou contra questões como homofobia, bullying escolar, transfobia e privilégio branco, escrevendo em uma postagem no Instagram que pessoas negras  "temem por suas vidas diariamente na América e o fazem há gerações".
Durante a eleição presidencial de 2012 nos Estados Unidos, Hathaway apoiou a campanha presidencial do político do Partido Democrata Barack Obama. Quatro anos depois, em 2016, ela apoiou a campanha da política democrata Hillary Clinton durante a eleição presidencial daquele ano, aparecendo em um concerto beneficente no St. James Theatre em Nova Iorque ao lado de Sienna Miller, Sarah Jessica Parker, Emily Blunt e Helen Mirren em apoio à campanha. Durante a eleição presidencial dos Estados Unidos de 2020, ela apoiou o candidato democrata Joe Biden.
Em 2022, em resposta à invasão russa da Ucrânia, Hathaway afirmou que estava enviando suas "sinceras orações ao povo da Ucrânia" e fez doações para a Sociedade da Cruz Vermelha Ucraniana, UNICEF e Save the Children para ajudar os ucranianos afetados pela guerra. Ela elogiou o Festival Internacional de Cinema de Berlim em 2023 por apresentar o presidente ucraniano Volodymyr Zelensky, que fez um discurso televisionado durante a cerimônia de abertura.

## Créditos de atuação e prêmios
Os filmes mais aclamados e de maior bilheteria de Hathaway, de acordo com o portal on-line Box Office Mojo e o site agregado de revisão Rotten Tomatoes, incluem O Diário da Princesa (2001), O Segredo de Brokeback Mountain (2005), O Diabo Veste Prada (2006), Get Smart (2008), Rachel Getting Married (2008), Valentine's Day (2010), Alice no País das Maravilhas (2010), Love and Other Drugs (2010), The Dark Knight Rises (2012), Les Misérables (2012), Interstellar (2014), The Intern (2015), Colossal (2016), e Ocean's 8 (2018).
Hathaway foi indicada para dois Oscars, três Globos de Ouro, e um British Academy Film Award. Ela ganhou um Oscar, um Globo de Ouro, um Screen Actors Guild e um BAFTA Award de Melhor Atriz Coadjuvante por Les Misérables. Ela também ganhou um Primetime Emmy Award de Melhor Performance de Voz por seu papel de voz em um episódio de 2010 de Os Simpsons. Em novembro de 2018, Hathaway foi uma dos 50 indicados ao New Jersey Hall of Fame, uma organização que homenageia contribuições para a sociedade e o mundo além. Em maio de 2019, Hathaway recebeu uma estrela de cinema na Calçada da Fama de Hollywood por suas contribuições para a indústria cinematográfica.